# Saint-Vallier (Vosges)
Saint-Vallier é uma comuna francesa na região administrativa do Grande Leste, no departamento de Vosges. Estende-se por uma área de 4.44 km². Em 2010 a comuna tinha 102 habitantes (densidade: 23 hab./km²).